# عبد الرحمن جومي
عبد الرحمن جومي ((بالروسية: Абдурахмана Джами)‏ </link>؛ (بالطاجيكية: Абдураҳмони Ҷомӣ)‏ </link>، قبل عام 2012: Kuybyshevsk ) هي بلدة في جنوب غرب طاجيكستان. هي العاصمة الإدارية لمنطقة جومي في منطقة خاتلون، موقعها شمال العاصمة الإقليمية كورغونتيبا وحوالي 100 كيلومتر جنوب العاصمة الوطنية دوشانبي. يبلغ عدد سكانها 13800 (تقديرات يناير 2020). سُميت كل من المدينة والمقاطعة على اسم الشاعر الفارسي جامي.

## أنظر أيضا
قائمة المدن في طاجيكستان